# Natalja Gennadjewna Schechodanowa
Natalja Gennadjewna Schechodanowa (russisch Наталья Геннадьевна Шеходанова, engl. Transkription Natalya Shekhodanova; * 29. Dezember 1971 in Krasnojarsk, Russische SFSR) ist eine ehemalige russische Hürdenläuferin, die sich auf die 100-Meter-Distanz spezialisiert hatte.
1996, 2000 und 2003 wurde sie nationale Meisterin. Bei den Olympischen Spielen 1996 in Atlanta belegte sie ursprünglich den siebten Platz, wurde jedoch nachträglich wegen Dopings mit Stanozolol disqualifiziert.
Nach Ablauf der daraufhin fälligen Sperre qualifizierte sie sich für die Olympischen Spiele 2000 in Sydney, bei denen sie das Halbfinale erreichte.
Bei den Weltmeisterschaften 2001 in Edmonton schied sie im Vorlauf aus, bei den Weltmeisterschaften 2003 in Paris/Saint-Denis kam sie ins Halbfinale.
Am 22. Februar 2004 wurde sie bei einer Dopingkontrolle erneut positiv auf Stanozolol getestet und als Wiederholungstäterin lebenslang gesperrt.

## Persönliche Bestleistungen
- 60 m Hürden (Halle): 8,07 s, 4. März 2001, Sindelfingen
- 100 m Hürden: 12,59 s, 3. Juli 1996, Sankt Petersburg